# Ibrahim Ghouati
Ibrahim Ghouati (4 luglio 1999) è un giocatore di calcio a 5 marocchino naturalizzato italiano.

## Caratteristiche tecniche
Universale, predilige giocare da laterale poiché punta spesso l'uomo.  Molto abile con entrambi i piedi, possiede un tiro molto forte.

## Carriera

### Club

#### Asti
Ghouati cresce nel settore giovanile dell'Asti, con il quale vince lo scudetto juniores nel 2018. Con la squadra piemontese esordisce in Serie C2 nella stagione 2017-18, segnando 17 reti.

#### Marigliano
L'8 giugno 2018 viene ceduto al Marigliano, club campano di Serie A2. Trascorre la prima parte di stagione con la squadra campana non partendo mai come titolare, ma riuscendo a segnare quattro gol in sette partite (tra cui una tripletta al Futsal Bisceglie).

#### Roma
Il 5 dicembre successivo viene acquistato dalla Roma Calcio a 5, militante anch'essa in Serie A2.